# Culexiregiloricus trichiscalida
Culexiregiloricus trichiscalida is een soort in de taxonomische indeling van de corsetdiertjes. 
De diersoort behoort tot het geslacht Culexiregiloricus en behoort tot de familie Nanaloricidae. De wetenschappelijke naam van de soort werd voor het eerst geldig gepubliceerd in 2009 door Gad.